# Sternenberg (Francja)
Sternenberg – miejscowość i gmina we Francji, w regionie Grand Est, w departamencie Górny Ren.
Według danych na rok 1990 gminę zamieszkiwało 105 osób, a gęstość zaludnienia wynosiła 31 osób/km² (wśród 903 gmin Alzacji Sternenberg plasuje się na 705. miejscu pod względem liczby ludności, natomiast pod względem powierzchni na miejscu 593.).